# DR P4

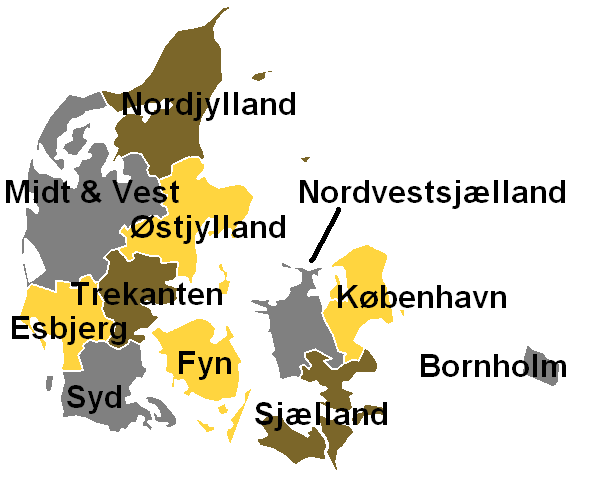
Die elf Regionen von DR P4

DR P4 ist ein dänischer Hörfunksender und der Regionalsender von DR. Gesendet wird ein Mix aus Musik, nationale und regionale Nachrichten und Verkehrsmeldungen. Mit einem Marktanteil von über 42 % (Stand: Januar 2013) ist P4 der mit Abstand beliebteste dänische Hörfunksender. Das Durchschnittsalter der Hörer fällt mit 52 Jahren niedriger aus als bei DR P1 (57 Jahre) und DR P2 (66–67 Jahre).
1960 entstanden die ersten sechs Regionalsender: in Aabenraa (Radio Syd), Aalborg (Nordjyllands Radio), Århus (Østjyllands Radio), Næstved, Odense (Radio Fyn) und Rønne (Bornholms Radio). Zwei Jahre später folgte die Gründung von Københavns Radio und 1974 von Radio Midt & Vest in Holstebro; 1981 kam Kanal 1984 in Vejle hinzu. 2007 entstanden durch die Ausweitung von neun auf elf Regionen zwei neue Sender in Esbjerg (P4 Esbjerg) und Holbæk (Nordvestsjælland); letzterer wurde 2013 wieder geschlossen.
| Radiokanal                                                                                           | Sitz       |
| --- | ---------- |
| DR Bornholm                                                                                          | Rønne      |
| DR Esbjerg (früher DR Syd)                                                                           | Esbjerg    |
| DR Fyn                                                                                               | Odense     |
| DR København                                                                                         | Kopenhagen |
| DR Midt & Vest                                                                                       | Holstebro  |
| DR Nordjylland                                                                                       | Aalborg    |
| DR Østjylland                                                                                        | Aarhus     |
| DR Sjælland (bis 2006 DR Regionalen); umfasst seit 2013 auch Nordvestsjælland (früher DR Regionalen) | Næstved    |
| DR Syd                                                                                               | Aabenraa   |
| DR Trekanten (früher DR Kanal 94)                                                                    | Vejle      |